# Salida (Colorado)
Salida es una ciudad ubicada en el condado de Chaffee en el estado estadounidense de Colorado. En el año 2010 tenía una población de 5236 habitantes y una densidad poblacional de 918,5 personas por km².

## Geografía
Salida se encuentra ubicada en las coordenadas 38°31′53″N 105°59′46″O / 38.53139, -105.99611.

## Demografía
Según la Oficina del Censo en 2000 los ingresos medios por hogar en la localidad eran de $28 790, y los ingresos medios por familia eran $38 240. Los hombres tenían unos ingresos medios de $30 447 frente a los $20 867 para las mujeres. La renta per cápita para la localidad era de $17 252. Alrededor del 14,8% de la población estaba por debajo del umbral de pobreza.